# محطة مترو سعدي (مترو مشهد)
محطة مترو سعدي هي محطة من محطات مترو مشهد [الإنجليزية]
 الخط 2 . افتُتحت المحطة في 20 آذار 2018. تقع في ميدان سعدي